# Peperomia adscendens
Peperomia adscendens är en pepparväxtart som beskrevs av C. Dc.. Peperomia adscendens ingår i släktet peperomior, och familjen pepparväxter. Inga underarter finns listade i Catalogue of Life.